# La Marne, Loire-Atlantique
La Marne är en kommun i departementet Loire-Atlantique i regionen Pays de la Loire i nordvästra Frankrike. Kommunen ligger i kantonen Machecoul som tillhör arrondissementet Nantes. År 2022 hade La Marne 1 578 invånare.

## Befolkningsutveckling
Antalet invånare i kommunen La Marne
| Referens: INSEE |